# Нікобарці
Нікоба́рці — група племен, корінне і основне населення Нікобарських островів (Індія). Належать до числа офіційно зареєстрованих племен (англ. Scheduled Tribes).
За своїм антропологічним типом, мовою та культурою нікобарці стоять ближче до населення Індокитаю, ніж до жителів Індії.

## Чисельність
Чисельність за переписом населення 2011 року становила 27 168 осіб в межах союзної території Андаманські і Нікобарські острови, у тому числі за округами:
- округ Північні й Центральні Андаманські острови — 573 особи;
- округ Південні Андаманські острови — 3 709 осіб;
- округ Нікобарські острови — 22 886 осіб.

Загальне населення округу Нікобарські острови становило 36 819 осіб, тобто нікобарці складали тут 62,2 % населення.

## Мова
Говорять мовами нікобарської групи, що належать до австроазійської сім'ї: кар (пу); човра (тутет); тересса (теїг-лонг); центрально-нікобарська (власне нікобарська) з діалектами каморта, катчал, нанкаурі, тринкат; південнонікобарська з діалектами кондул, міло та ін.
Мови кар і нанкаурі мають писемність, створену початку XX ст. на базі латинської абетки.
Поширена також мова гінді.

## Релігія
Більшість нікобарців — християни, є мусульмани-суніти, зберігаються пережитки традиційних анімістичних вірувань.
Нікобарці вірять у духів. Злі духи, на їх переконання, насилають різні нещастя та хвороби. Тому люди намагаються їх відлякувати. Для цього ставлять біля своїх хатин вирізані з дерева фігури страшних людей і тварин, а ще підвішують до дерев спеціальні трубки, які від вітру видають звуки, що нагадують стогін або ревіння. Духам-охоронцям приносять у жертву свиней, домашню птицю й кокосові горіхи.

## Основні заняття
Основні заняття: землеробство, рибальство, тваринництво. Розвинуті гончарство, будівництво човнів, плетення кошиків і циновок тощо.
Переважає ручний підсічно-вогневий спосіб обробки землі, хоча в окремих районах практикують і поливне землеробство. Вирощують рис, просо, кукурудзу, ямс, банани, папаю, цукрову тростину, панданус, кокосову та арекову пальму.
Розводять головним чином свиней. Вони на Нікобарських островах є символом багатства та основним об'єктом накопичення.

## Суспільство і побут
Поселення нікобарців розташовані переважно на морському узбережжі. Традиційне житло ставлять на палях, воно каркасного типу, з конічним дахом, що переходить у стіни. Дах криють травою, пальмовим листям, очеретом.
Існують традиційні органи самоврядування на чолі зі старостами селищ та островів.
Між островами здавна існували активні зв'язки. Жителі окремих островів спеціалізувалися на виготовленні тих або інших предметів, які виготовлялися на обмін. Наприклад, жителі острова Чаура займалися виготовленням глиняного посуду, човни будували на південних і центральних островах. Головним центром міжострівного обміну був острів Чаура. Водночас цей острів виконував роль місця релігійного паломництва всіх нікобарців. Тому на островах існує традиційне ставлення до жителів Чаури як до «вищого класу».
У нікобарців зберігаються великі сім'ї, що можуть налічувати до 100 осіб. Шлюби вкладаються за вибором самих молодят, але за згоди батьків. На весілля запрошують усіх жителів села, ті приносять молодим подарунки.
Традиційний чоловічий одяг — пов'язка на стегнах (касат), один кінець якої звисає позаду до землі. Жінки вдягали коротку спідницю з трави. Тепер чоловіки носять сучасний одяг європейського типу (шорти, сорочки). Жінки зазвичай вдягають саронг, обгортаючи його навколо себе у вигляді довгої спідниці, верхня частина тіла залишається при цьому відкритою. Отримують поширення короткі блузи.
Головна їжа — варені або тушковані овочі, риба, свинина, домашня птиця.
У процесі заселення Нікобарських островів індійськими колоністами індійський уряд відкриває на островах школи й лікарні, впроваджує плантаційне господарство, торгівлю, ремесла.

## Шомпени
Корінні жителі Нікобарських островів поділяються на власне нікобарців та шомпенів. Чисельність останніх, за даними перепису 2011 року становила лише 229 осіб. Вони вважаються окремим зареєстрованим племенем.
Плем'я шомпен живе у внутрішніх районах острова Великий Нікобар. Шомпени відрізняються від нікобарців за способом життя, мовою та антропологічним типом. Шкіра у них темніша, а волосся кучеряве або у дрібну хвилю.